# Urdens
Urdens (gaskognisch gleicher Name) ist eine französische Gemeinde mit 267 Einwohnern (Stand 1. Januar 2022) im Département Gers in der Region Okzitanien; sie gehört zum Arrondissement Condom  und zum Gemeindeverband Lomagne Gersoise. Die Bewohner nennen sich Urdenois/Urdenoises.

## Geografie
Urdens liegt rund 25 Kilometer nordnordöstlich der Stadt Auch im Nordosten des Départements Gers. Die Gemeinde besteht aus dem Dorf Urdens, den Weilern Ensans de Haut und Hillo sowie Einzelgehöften. Sie liegt wenige Kilometer östlich der N21.

## Geschichte
Urdens liegt in der Lomagne, die im Mittelalter eine Vizegrafschaft war. Der Ort gehörte von 1793 bis 1801 zum District Lectoure, zudem lag Urdens von 1793 bis 2015 im Wahlkreis (Kanton) Fleurance. Die Gemeinde war von 1801 bis 1926 dem Arrondissement Lectoure zugeteilt. Dieses wurde 1926 aufgelöst und die Gemeinde Teil des Arrondissements Condom. Im Jahr 1823 kam ein Teil der bisherigen Gemeinde Lamothe-Endo zu Urdens.

### Bevölkerungsentwicklung
| Jahr                       | 1962 | 1968 | 1975 | 1982 | 1990 | 1999 | 2006 | 2014 | 2020 |
| Einwohner                  | 126  | 140  | 179  | 188  | 198  | 181  | 218  | 279  | 277  |
| Quellen: Cassini und INSEE |      |      |      |      |      |      |      |      |      |

## Sehenswürdigkeiten

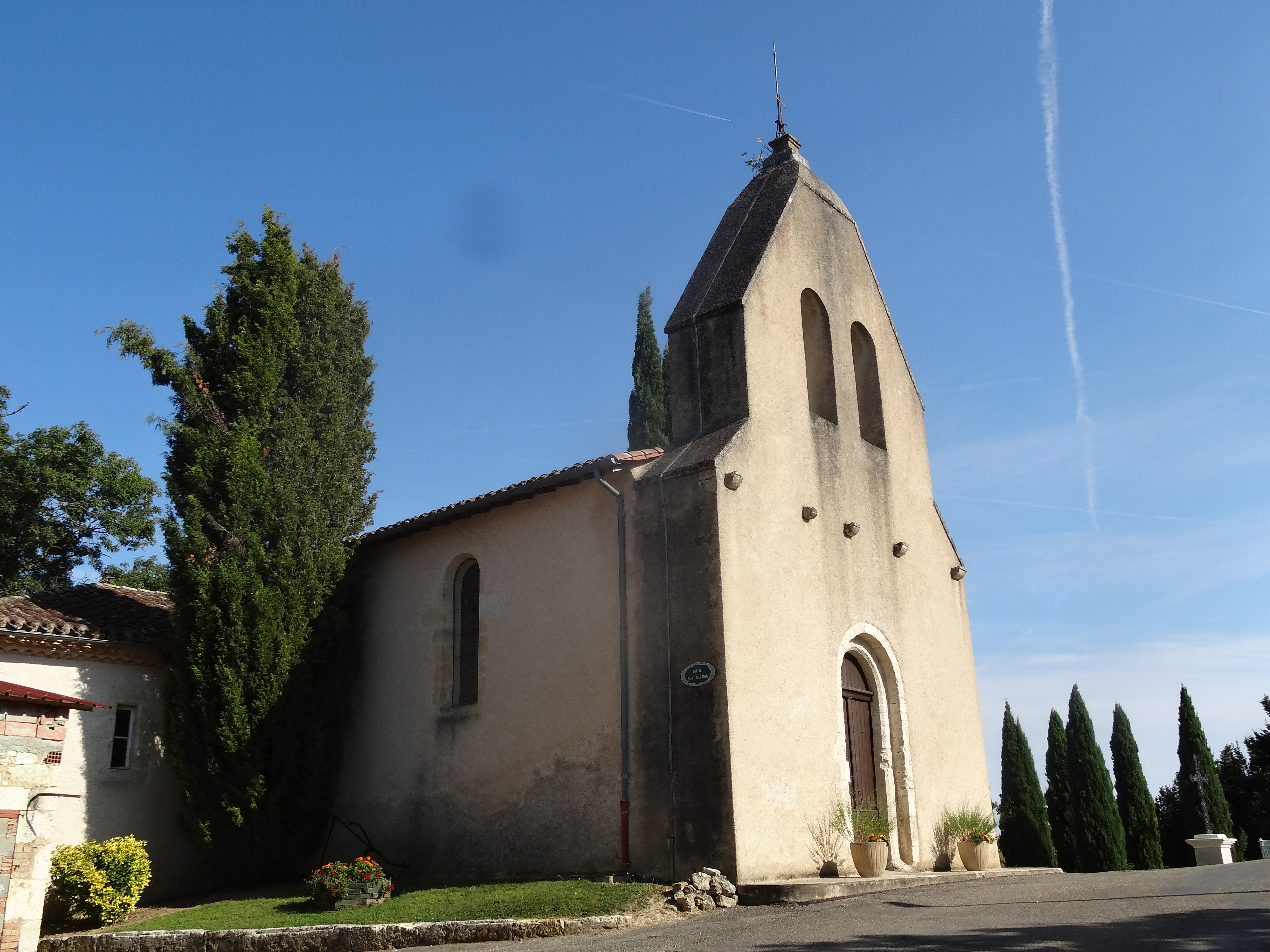
Kirche Saint-Saturnin
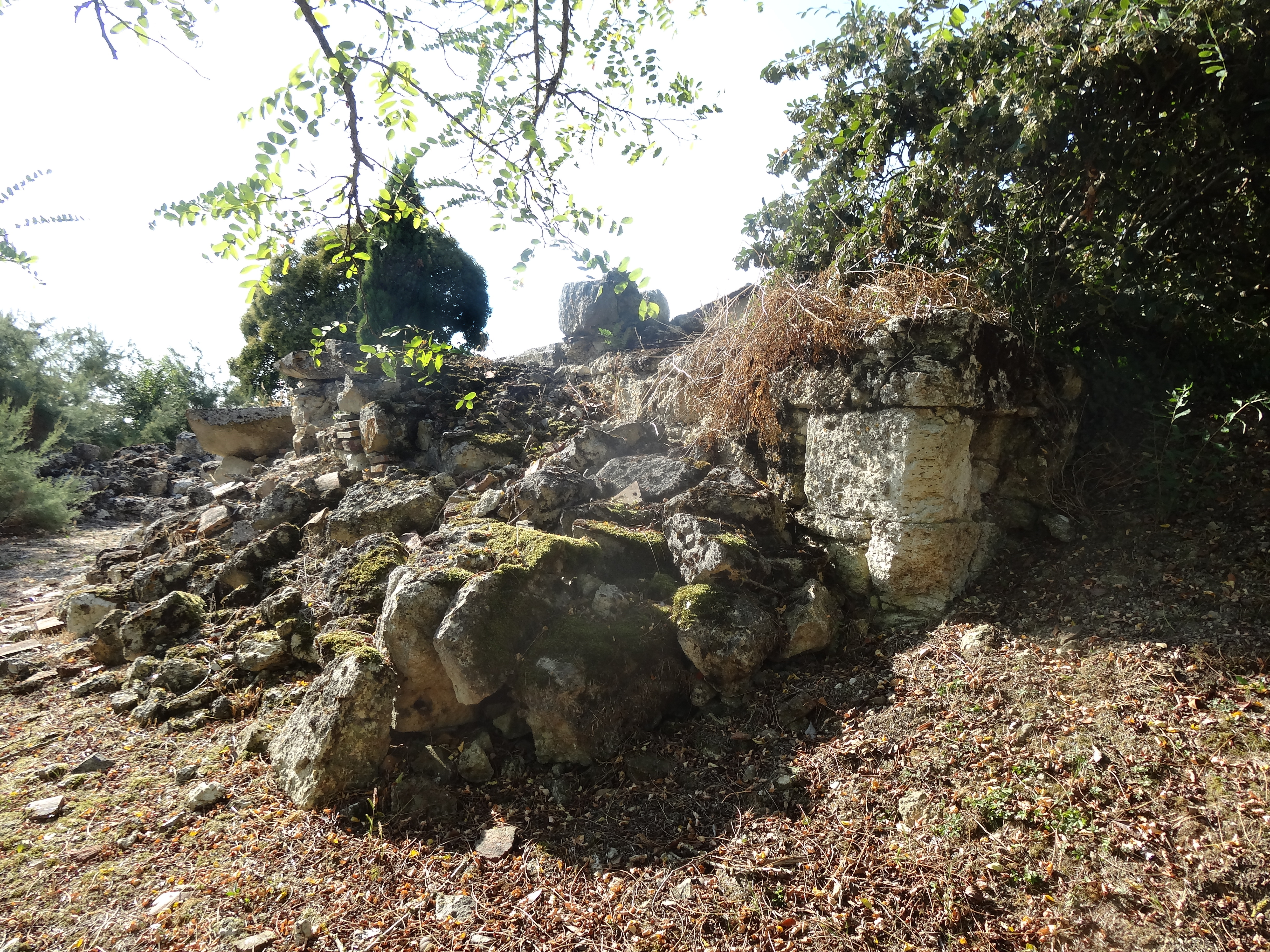
Ruinen der ehemaligen Burg
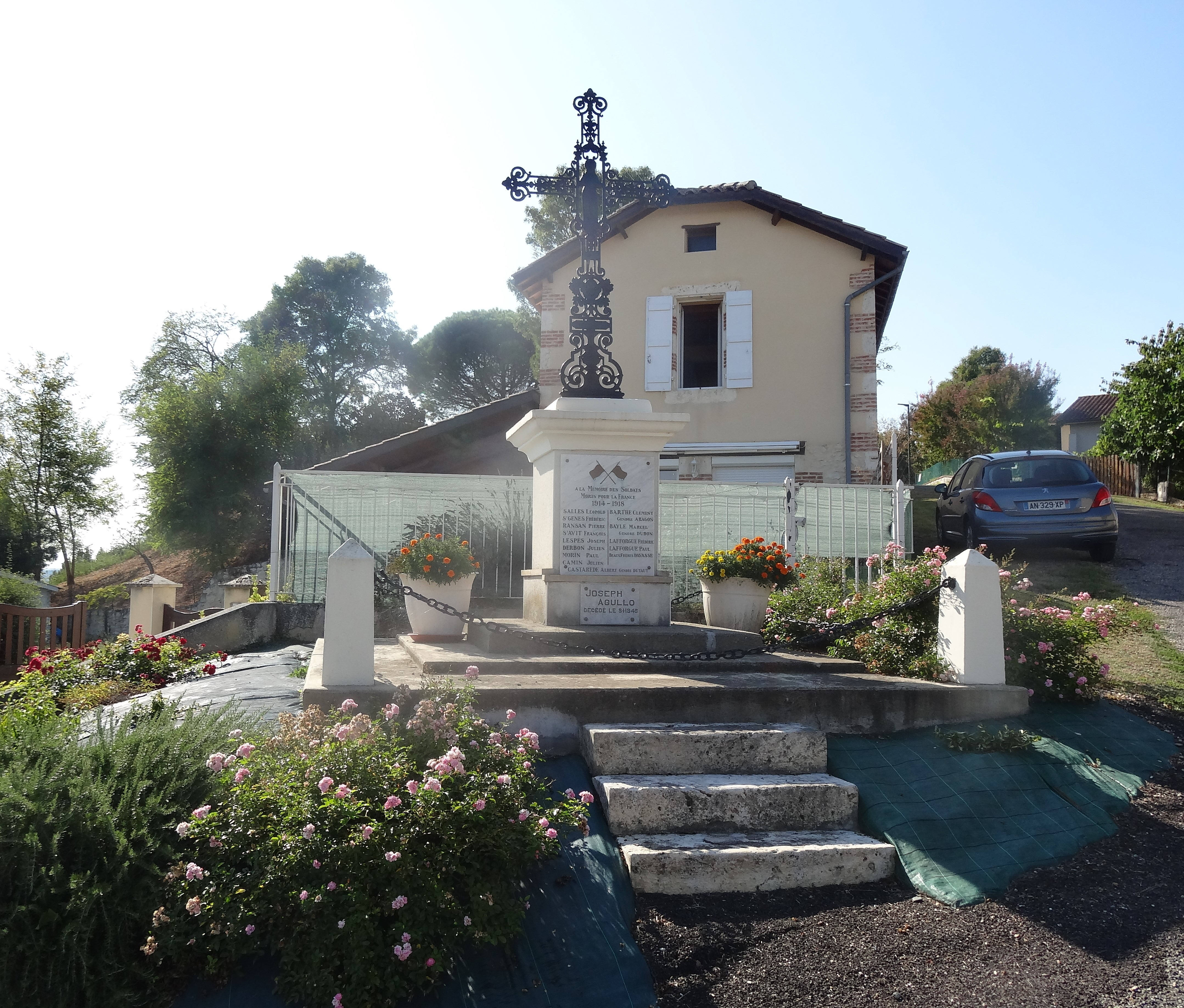
Gefallenendenkmal

- Denkmal für die Gefallenen[1]
- mehrere Wegkreuze

Quelle:
- Kirche Saint-Saturnin
- Ruinen der ehemaligen Burg
- Gefallenendenkmal